# Joseph Klemens Brecht
Joseph Klemens Brecht von Brechtenberg magyaros névalakban Brecht József Kelemen (brechtenbergi)  (Strassburg, 1658 – 1730. február 8.) erdélyi német orvos, tudós, magyar nyelvű költő.

## Élete
Odera-Frankfurtban nevelkedett, ahol apja evangélikus lelkész volt; ott nyert 1675 novemberében orvosdoktori oklevelet. Egy császári ezreddel mint orvos jött Erdélybe, majd 1693-tól a havasalföldi román fejedelem háziorvosa lett.
1697-ben Brassóba költözött, ahol 1704-ben a gimnázium tanára lett, és emellett mint gyakorló orvos is működött. 1705. július 27-én a gimnáziumban I. Lipót fölött héber nyelven tartott gyászbeszédet.
1706–1709 közt Bukarestben tartózkodott és a román nyelvet annyira megtanulta, hogy Luther Márton kátéját több egyházi énekkel együtt románra fordította, és német betűkkel ki is nyomatta. Amikor azonban a törökök számára a keresztény vallás elfogadására felhívást akart kinyomatni, a román fejedelem kiutasította Havasalföldről. Erre ismét Brassóba ment és elfoglalta tanári állását, amelyet 1712-től 1728-ig viselt. Az 1718-19-ben Brassóban és környékén pusztító pestisjárvány idején Brecht mint orvos működött, és valószínűleg ekkor kapta a nemességet is a brechtenbergi előnévvel, amelyet aztán utódai vezetéknévként használtak.

## Munkái
- Memoria pia Christi. Ravii ad Universit. Francofurt. celebrata. Frankfurt, 1678.
- Oratio Josephi Victori in terra Marchica dicta. Frankfurt, 1678.
- Dissertatio acad. congressus regum victoris et victi narrationem, quae exstat I. Reg. XX. 33. 34. gemino sensui vindicans. Frankfurt, 1678.
- Disputatio inaug. medica de febribus. Argentorati, 1684.
- Diatribe de vita gemellarum a thorace umbellicotenus coalitarum. Uo. és Párisban, 1584.
- Traité de la circulation des esprits animaux. Párizs, 1684.
- Invitatio solennis ad studium historicum. Coronae, 1709.
- Programma invitatorium ad demonstrationem emendationis temporum. Brassó (Stephanopoli), 1709.
- Invitatio ad revelationem novi inventi, quo trihorio hebraizante addiscitur. Nagyszeben, 1710.
- Göttlicher immerwährender Fest- und Historien-Kaländer. Brassó, 1714.

Fő műve, a keleti nyelvek szótára nem maradt fenn, csak a kortársak, Fronius és Trausch leírásából ismerjük. Vergilius Aeneisét is lefordította görögre és Thuküdidészt román nyelvre. Egy Történetek című hőskölteményt is hagyott hátra, mely húsz részből áll és a Rákóczi és Thököly alatti kuruc háborúkat tárgyalja. Trausch még néhány más kéziratban maradt munkáját is felsorolja.